# Resumé
En resumé är en förkortad beskrivning av en handling, framförallt i en fiktiv berättelse. Resuméer används ofta   TV-serier för att beskriva vad som hänt i tidigare avsnitt och i bokserier.